# Tyrstrup Herred
Tyrstrup Herred var indtil 1864 et herred i den nordøstlige del af Haderslev Amt, omgivet af Kolding Fjord, Lillebælt, Haderslev og Gram herreder. I Kong Valdemars Jordebog hed det Thyurstrophæreth, og i Middelalderen hørte det under Barvidsyssel. Senere kom det under Haderslev Len og fra 1660 Haderslev Amt.
Ved fredsslutningen efter krigen i 1864 skete der en udveksling af områder. De fleste kongerigske enklaver blev indlemmet i Hertugdømmet Slesvig. Til gengæld blev det meste af Ribe Herred, Ærø og de 8 nordligste sogne i Tyrstrup herred indlemmet i kongeriget Danmark. Tyrstrup herred blev derpå opdelt, så disse 8 sogne kom til at udgøre Nørre Tyrstrup Herred, der kom under Vejle Amt og undgik at komme under preussisk styre frem til genforeningen i 1920. Nørre Tyrstrup Herred indgår derfor ikke i Sønderjylland efter den nutidige definition. De 7 sydlige sogne kom til at udgøre Sønder Tyrstrup Herred, der forblev under Haderslev Amt og stadig er en del af Sønderjylland.